# محمد مراح
محمد مراح (بالفرنسية: Mohammed Merah)‏ : (1988-2012) هو ذو جنسيتين فرنسية وجزائرية، اشتهر بعد قيامه بعمليات إطلاق نار وقتل جماعي في ميدي بيرينيه في 2012.

## النشأة
ولد في 10 أكتوبر 1988 في تولوز (فرنسا) من والدين من أصول جزائرية.

## عملياته
في ثلاث مناسبات، قتل مراح سبعة أشخاص منهم ثلاثة أطفال يهود وحاخام، مع جرح ستة أخرين. انتقاله على دراجة نارية، كان سبب وصفه بقاتل الدراجة النارية. قتل أخيراً بعد محاصرته في بيته لمدة 32 ساعة من قبل قوات الشرطة والجيش من فرقة الراد.

وكان لهذه الحادثة وقع كبير في وسائل الإعلام التي خصصت أسابيع للحديث على هذه الواقعة، خاصة لتزامنها مع الانتخابات الرئاسية الفرنسية 2012.

## مقتله

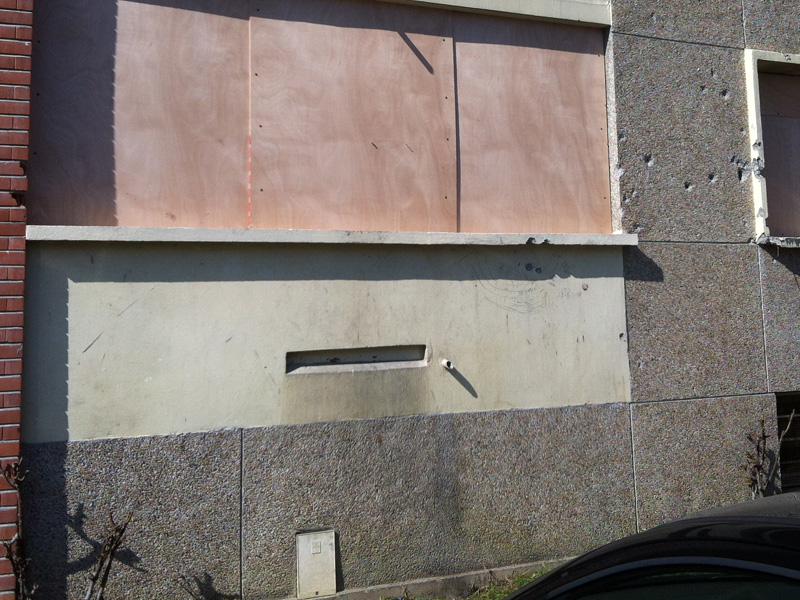
شرفة المنزل التي توفي فيها محمد مراح، وهنا نراها مغطاة بألواح لتغطية مسرح الجريمة، نرى أثار الرصاص على الجوانب.

في 22 مارس 2012 قُتل محمد مراح من قبل قوات النخبة الفرنسية الراد.
1. ↑  "معلومات عن محمد مراح على موقع viaf.org". viaf.org. مؤرشف من الأصل في 2017-01-21.
2. ↑  "معلومات عن محمد مراح على موقع id.loc.gov". id.loc.gov. مؤرشف من الأصل في 2019-12-07.
3. ↑  "معلومات عن محمد مراح على موقع d-nb.info". d-nb.info. مؤرشف من الأصل في 2019-12-07.